# Patinaj viteză la Jocurile Olimpice de iarnă din 1960
Jocurile Olimpice de iarnă din 1960 la patinaj viteză, au avut loc în Squaw Valley, California, SUA.
Întrecerile au avut loc pe arena "Blyth-Memorial-Arena" concursul a avut loc pentru prima oară pe gheață artificială.

## Bărbați

### 500 m
| Locul | Țara | Atlet            | Timp      |
| ----- | ---- | ---------------- | --------- |
| 1     | URS  | Ievgheni Grișin  | 40,2 (OR) |
| 2     | USA  | William Disney   | 40,3      |
| 3     | URS  | Rafael Graci     | 40,4      |
| 4     | SWE  | Hans Wilhelmsson | 40,5      |
| 5     | URS  | Gennadi Voronin  | 40,7      |
| 6     | NOR  | Alv Gjestvang    | 40,8      |

### 1500 m
| Locul | Țara        | Atlet                                         | Timp   |
| ----- | ----------- | --------------------------------------------- | ------ |
| 1     | NOR URS     | Roald Aas Ievgheni Grișin                     | 2:10,4 |
| 3     | URS         | Boris Stenin                                  | 2:11,5 |
| 4     | FIN         | Jouko Jokinen                                 | 2:12,0 |
| 5     | FIN SWE FIN | Jouko Järvinen Per Olof Brogren Toivo Salonen | 2:13,1 |

### 5000 m
| Locul | Țara | Atlet              | Timp   |
| ----- | ---- | ------------------ | ------ |
| 1     | URS  | Wiktor Kosicikin   | 7:51,3 |
| 2     | NOR  | Knut Johannesen    | 8:00,8 |
| 3     | NED  | Jan Pesman         | 8:05,1 |
| 4     | NOR  | Torstein Seiersten | 8:05,3 |
| 5     | URS  | Waleri Kotov       | 8:05,4 |
| 6     | URS  | Oleg Gonciarenko   | 8:05,6 |

### 10.000 m
| Locul | Țara | Atlet              | Timp         |
| ----- | ---- | ------------------ | ------------ |
| 1     | NOR  | Knut Johannesen    | 15:46,6 (OR) |
| 2     | URS  | Viktor Kosicikin   | 15:49,2      |
| 3     | SWE  | Kjell Bäckman      | 16:14,2      |
| 4     | SWE  | Ivar Nilsson       | 16:26,0      |
| 5     | GBR  | Terrence Monaghan  | 16:31,6      |
| 6     | NOR  | Torstein Seiersten | 16:33,4      |

## Femei

### 500 m
| Locul | Țara    | Atleta                             | Timp      |
| ----- | ------- | ---------------------------------- | --------- |
| 1     | GDR     | Helga Haase                        | 45,9 (OR) |
| 2     | URS     | Natalia Sergheievna Doncenko       | 46,0      |
| 3     | USA     | Jeanne Ashworth                    | 46,1      |
| 4     | URS     | Tamara Râlova                      | 46,2      |
| 5     | JPN     | Hatsue Takamizawa                  | 46,6      |
| 6     | URS POL | Klara Gussewa Elwira Seroczynskaja | 46,8      |

### 1000 m
| Locul | Țara    | Atleta                             | Timp        |
| ----- | ------- | ---------------------------------- | ----------- |
| 1     | URS     | Klara Guseva                       | 1:34,1 (OR) |
| 2     | GDR     | Helga Haase                        | 1:34,3      |
| 3     | URS     | Tamara Râlova                      | 1:34,8      |
| 4     | URS     | Lidia Skoblikova                   | 1:35,3      |
| 5     | JPN POL | Hatsue Takamizawa Helena Pilejczyk | 1:35,8      |

### 1500 m
| Locul | Țara | Atleta             | Timp        |
| ----- | ---- | ------------------ | ----------- |
| 1     | URS  | Lidia Skoblikova   | 2:25,2 (OR) |
| 2     | POL  | Elvira Seroczynska | 2:25,7      |
| 3     | POL  | Helena Pilejczyk   | 2:27,1      |
| 4     | URS  | Klara Guseva       | 2:28,7      |
| 5     | URS  | Valentina Stenina  | 2:29,2      |
| 6     | FIN  | Iris Sikvonen      | 2:29,7      |

### 3000 m
| Locul | Țara | Atleta              | Timp        |
| ----- | ---- | ------------------- | ----------- |
| 1     | URS  | Lidia Skoblikova    | 5:14,3 (OR) |
| 2     | URS  | Valentina Stenina   | 5:16,9      |
| 3     | FIN  | Eevi Huttunen       | 5:21,0      |
| 4     | JPN  | Hatsue Takamizawa   | 5:21,4      |
| 5     | SWE  | Christina Scherling | 5:25,5      |
| 6     | POL  | Helena Pilejczyk    | 5:26,2      |